# Fragilité de l'information quantique face aux mesures
 (signalé en mai 2025).
Si vous disposez d'ouvrages ou d'articles de référence ou si vous connaissez des sites web de qualité traitant du thème abordé ici, merci de compléter l'article en donnant les références utiles à sa vérifiabilité et en les liant à la section « Notes et références ».
- Archive Wikiwix
- Bing
- Cairn
- DuckDuckGo
- E. Universalis
- Gallica
- Google
- G. Books
- G. News
- G. Scholar
- Persée
- Qwant
- (zh) Baidu
- (ru) Yandex
- (wd) trouver des œuvres sur Wikidata

En quantique, le fait de mesurer un état détruit cet état.
C'est un phénomène qui est en opposition au modèle classique (celui qui nous est familier dans notre expérience quotidienne) dans lequel le fait de prendre une mesure n'affecte pas l'objet mesuré. En particulier, en théorie des codes classique, il est d'usage de mesurer l'information transmise afin de déterminer s'il y a eu des erreurs et dans ce cas, comment s'en occuper.
Le fait que les mesures soient destructives pour les états quantiques rend la tâche d'élaborer un code quantique difficile par rapport aux codes classiques.